# Russula nigricans
Russula nigricans é um fungo que pertence ao gênero de cogumelos Russula na ordem Russulales. Foi descrito cientificamente por Elias Magnus Fries em 1838.